# 3733 Yoshitomo
3733 Yoshitomo (1985 AF) là một tiểu hành tinh vành đai chính được phát hiện ngày 15 tháng 1 năm 1985 bởi K. Suzuki và T. Urata ở Toyota.